# Mastoidite
La mastoidite è una patologia flogistica delle cellule mastoidee dovuta alla diffusione di processo infettivo a carico dell'orecchio medio. Nei casi in cui il processo infiammatorio sia particolarmente intenso è possibile la diffusione nel tessuto sottocutaneo retroauricolare e cervicale, prendendo il nome di mastoidite esteriorizzata.

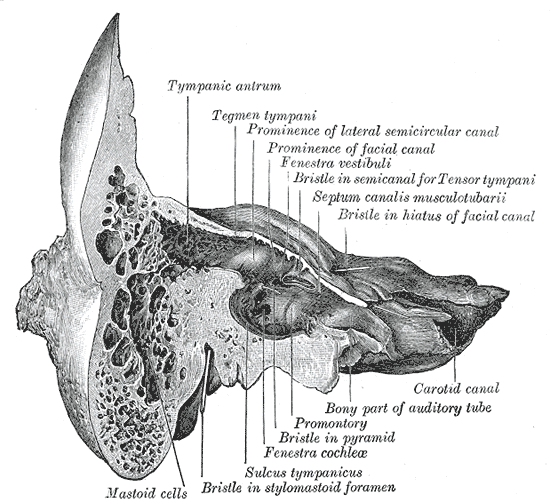
Il processo mastoideo contiene numerose concamerazioni rivestite da mucosa e in diretto contatto con l'orecchio medio. Tali concamerazioni sono chiamate cellule mastoidee

## Anatomia
Il processo mastoideo costituisce la porzione laterale posteriore dell'osso temporale e rappresenta la base espansa della piramide del temporale. Dalla superficie esterna rugosa prende origine il muscolo sternocleidomastoideo. All'interno del processo mastoideo sono presenti numerose concamerazioni ossee che prendono il nome di cellule mastoidee (cellule inteso come "piccole celle" delimitate da tessuto osseo); queste sono in comunicazione con il cavo del timpano.

## Epidemiologia
Benché ogni caso di otite media possa presentare un certo grado di coinvolgimento mastoideo, la diffusione della terapia antibiotica ha reso sempre meno frequente la forma esteriorizzata. La mastoidite è più frequente nei bambini e nei soggetti con alterazioni rino-faringee e con storia di otiti medie ricorrenti.

## Eziologia e patogenesi
Una flogosi a carico del sistema delle cellule mastoidee, sotto forma di semplice ipertrofia e presenza di essudato purulento, è presente costantemente in presenza di otite media acuta o cronica. Per questo, una forma lieve di mastoidite deve essere considerata come una normale conseguenza di un processo infettivo a carico dell'orecchio medio. Tuttavia, in alcuni casi e soprattutto nel bambino, la raccolta purulenta può farsi strada attraverso una via di drenaggio che percorra la superficie corticale del processo mastoideo e presentarsi nei tessuti sottocutanei della zona retroauricolare (mastoidite esteriorizzata). Nei casi più gravi, l'infiammazione sottocutanea esita verso la formazione di raccolte flemmonose che si propagano lungo le fasce cervicali.

## Profilo clinico
L'esteriorizzazione della mastoidite si manifesta con accentuazione della sintomatologia dell'otite media sottostante, con intensa otorrea, dolore profondo, otalgia, otodinia e iperpiressia. Un intenso dolore cervicale, accompagnato a rigidità antalgica attiva e passiva è sintomo di estensione ai tessuti profondi del collo. Una tumefazione retroauricolare eritematosa e intensamente dolente è tipica della mastoidite esteriorizzata.

## Profilo diagnostico

TC: Otite media (freccia semplice) e mastoidite (doppia freccia) del lato destro (lato sinistro nell'immagine). Il condotto uditivo esterno è parzialmente occupato da suppurazione (freccia tripla). Donna di 44 anni.

In un contesto anamnestico compatibile, un esame obiettivo che reperti la tumefazione retroauricolare, la lateralizzazione del padiglione auricolare e la rigidità cervicale ai movimenti attivi e passivi è sufficiente a porre diagnosi.  Nei casi in cui si sospetti una grave (rara) diffusione dell'infezione nei distretti fasciali profondi può essere opportuno procedere con un esame TC per programmare un opportuno intervento terapeutico.

## Terapia
Nella maggior parte dei casi, un corretto schema antibiotico (penicilline, cefalosporine o macrolidi in caso di allergia ai beta-lattamici) accompagnato da analgesici ed antipiretici è sufficiente a garantire la completa guarigione. Nei casi più gravi può rendersi necessario procedere al drenaggio chirurgico o alla mastoidectomia, intervento che non pregiudica la normale funzione uditiva ad avvenuta guarigione.